# Vojvodina Spoleto
Vojvodina Spoleto (latinsko Ducatus Spolitanorum, italijansko  Ducato di Spoleto)  je bila langobardska vojvodina, ki jo je leta 570 ustanovil langobardski dux Faroald.

## Langobardi
Langobardi so leta 568 napadli Italijo in kmalu osvojili večino severnega dela Apeninskega polotoka.  Ustanovili so svoje kraljestvo, ki je bilo razdeljeno na več od kralja odvisnih vojvodin. Od leta  572 je bila prestolnica kraljestva Pavia. Langobardi so v naslednjih letih osvojili tudi večino srednjega in južnega dela Apeninskega polotoka, vključno s Spoletom (570) v sedanji italijanski pokrajini Umbriji.
V desetletju medvladja po smrti kralja Klefa leta 574, imenovanem vladavina vojvod,  so langobardski vojvode, zlasti tisti na jugu, utrdili svoje položaje in postali skoraj neodvisni od langobardskih kraljev v Pavii. Faroald  je do leta 575 ali 576 zasedel  Nursijo in Spoleto, ustanovil svojo vojvodino in podprl arijanskega škofa.  V Spoletu je rimski capitolium, posvečen Jupitru, Junoni in Minervi, škofija že pred tem vgradila v svojo stolnico, sedanjo cerkev sv. Ansana.  Langobardski vojvode so obnovili utrdbo na visoki skali, katere obzidje je med gotsko vojno  porušil ostrogotski kralj Totila.
Spoletski vojvode so se občasno  vojskovali z bizantinskim Ravenskim eksahatom, zato je bilo ozemlje vojvodine zelo odvisno od vojne sreče. V dobrih časih je obsegalo večino Umbrije, Lacija, Marke in Abrucov. Vojvodina ni bila nikoli tako pomembna kot Benevento, a je kljub temu imela dokaj pomembno mesto v zgodovini Langobardov.
Drugi spoletski vojvoda, Ariulf, je vodil več pohodov proti Bizantincem: leta  579–592 proti Raveni in leta 592 proti Rimu. Nasledil ga je Faroaldov sin Teodelap, katerega Katoliška enciklopedija omenja kot graditelja najstarejšega dela sedanje stolnice. Njemu so sledili Ato (653), Trasimund (663) in Faroald II. (703), ki je vladal skupaj z bratom Vahilapom.  Faroald II. je osvojil ravensko pristanišče Classe, o čemer Pavel Diakon v Zgodovini Langobardov piše: »V tistem času je Faroald, prvi dux Spoleta, z vojsko Langobardov napadel tudi bogato mesto Classis  in ga oropal vseh njegovih dragocenosti«.  Kralj Langobardov Liutprand mu je zatem ukazal, da mesto obnovi, kar Pavel Diakon razlaga kot poskus utrditve moči sicer šibke centralne langobardske države. Faroalda Spoletskega  je leta 724 odstavil sin   Transemund II., ki se je uprl tudi Liutprandu in sklenil zavezništvo s papežem Gregorjem III., h kateremu se je zatekel leta 738. Ilderika, svojega  naslednika  na vojvodskem položaju, je Transemund leta 740 ubil, njega  pa je Liutprand  po osvojitvi vojvodine leta 742 na silo zaprl v samostan. Spoleto je bil do Liutprandove smrti leta 744 trdno v rokah Pavie,  zato je Teodikova zasedba vojvodskega položaja potekla povsem mirno. V 8. stoletju so položaj spoletskih vojvod zasedali trije langobardski kralji, kar pomeni,  da je bil Spoleto bolj trdno povezan z Langobardskim kraljestvom kot Benevento.

## Cesarski fevd
Leta 776, dve leti po padcu Pavie, je tudi Spoleto prišel pod oblast Karla Velikega, ki je privzel naslov kralja Langobardov. Karel je njegovo ozemlje prepustil Cerkvi, vendar je obdržal pravico do imenovanja njenih vojvod. Njegova pravica je bila zelo pomembna in primerljiva z dotlej nesporno cesarjevo pravico do imenovanja lokalnih škofov. Hkrati je bila morda tudi znak tekmovalnosti med cesarjem in papeži, saj je spoletskega vojvodo  še malo pred tem imenoval papež Hadrijan I..
Leta 842 so Franki nekdanjo vojvodino ponovno obudili kot svojo odvisno mejno grofijo. Gvido I., ki je bil eden od najvidnejših frankovskih vojvod, je Spoleto  razdelil med svoja sinova Lamberta in Gvida II.. Slednji je kot svoj delež dobil gospostvo Kamerino in ga povzdignil v vojvodino. Lambert se je hrabro vojskoval s saracenskimi vsiljivci in  leta 867 z Bizantinci. Leta 871 so ga odstavili, ga leta 876 ponovno ustoličili, potem pa ga je papež Janez VIII. izobčil. Leta 883 je Gvido II. združil obe vojvodini in ju preimenoval v  Vojvodino Spoleto in Kamerino. Po smrti Karla Debelega leta 888 je papež Štefan V. leta 891 Gvida II. kronal za rimskega cesarja in kralja Italije, naslednje leto pa je papež Formoz Gvidovega sina Lamberta II. kronal za vojvodo, kralja in cesarja.
Vojvode Spoleta so še naprej posegali v nasilno politiko Rima. Alberiko I., vojvoda Kamerina (897) in zatem Spoleta, se je poročil z razvpito rimsko plemkinjo Marozio, priležnico papeža Sergija III.,  potem pa so ga Rimljani leta 924 ubili. Njegov sin Alberik II. je preko Marozijinega sina in svojega polbrata papeža Janeza XII. leta 932 strmoglavil senatrix. Okrog leta 949 je frankovski kralj Berengar II. Italijanski prevzel Spoleto od njegovega zadnjega mejnega grofa.
V tem času je cesar Oton I. od vojvodine Spoleto odcepil del ozemlja in ga pod imenom Sabina Langobardica podaril Svetemu sedežu. Oblast  v vojvodini se je vedno bolj pretvarjala v  cesarjevo darilo. Leta 967 je Oton II. za krajši čas združil vojvodini Spoleto in Capua, v kateri je takrat vladal Pandulf  Železnoglavi. Po Pandulfovi smrti je Spoleto odcepil in ga podelil toskanskemu mejnemu grofu Hugu. Vojvodina je bila leta 1057 drugič združena s Toskano in ostala taka do smrti grofice Matilde.
Med investiturnim bojem  s papeštvom je cesar Henrik IV. imenoval svoje spoletske vojvode, potem pa je vojvodstvo prešlo na družino ankonskih mejnih grofov Wernerjev  (Guarnierijev). Mesto Spoleto je leta 1155 opustošil cesar Friderik Barbarossa, vendar je bilo hitro obnovljeno. Leta 1158 je cesar dal  vojvodino Guelfu VI.. Cesar Henrik VI. jo je prenesel na Konrada Urslinškega, po njegovi smrti leta 1198 pa  jo je prepustil papežu Inocencu III.. Leta 1209 jo je zasedel Oton  Brunsviški in za vojvodo imenoval Dipolda Voburškega.

## Papeški fevd
Oton je leta 1201  podaril cesarske pravice v Spoletu Papeški državi in vojvodina je že leta 1213 prišla pod neposredno papeško oblast na čelu z guvernerjem, ki je bil običajno kardinal. Vojvodina je ostala figura v sporih Friderika II. do izumrtja dinastije  Staufovcev.
Ozemlje Spoleta je bilo priključeno k Papeški državi in Neapeljskemu kraljestvu. Naslov spoletskega vojvode so kasneje uporabljali člani Savojske dinastije .

## Primarna vira
- Pavel Diakon. Zgodovina Langobardov. Prevajalci: Fran Bradač, Bogo Grafenauer in Kajetan Gantar. Založba Obzorja, Maribor, 1988. COBISS.SI-ID 3950592.
- Petrus von Eboli.  Liber ad honorem Augusti. Bern, Burgerbibliothek, Codex 120. II, fol. 138r.